# Memoriał Bronisława Idzikowskiego i Marka Czernego 1988
Memoriał im. Bronisława Idzikowskiego i Marka Czernego 1988 – 21. edycja turnieju w celu uczczenia pamięci polskiego żużlowca Bronisława Idzikowskiego i Marka Czernego, który odbył się dnia 4 września 1988 roku. Turniej wygrał Ryszard Dołomisiewicz.

## Wyniki
- Częstochowa, 4 września 1988
- NCD: Sławomir Drabik - 74,97 w wyścigu 7
- Sędzia: Józef Rzepa

| Msc. | Zawodnik                  | Klub         | Pkt |             |  |
| ---- | ------------------------- | ------------ | --- | ----------- |  |
| 1    | (5) Ryszard Dołomisiewicz | Bydgoszcz    | 13  | (3,3,3,3,1) |  |
| 2    | (11) Sławomir Drabik      | Częstochowa  | 12  | (d,3,3,3,3) |  |
| 3    | (8) Jacek Brucheiser      | Ostrów Wlkp. | 11  | (2,2,3,2,2) |  |
| 4    | (2) Zbigniew Błażejczak   | Zielona Góra | 10  | (3,3,2,1,1) |  |
| 5    | (4) Dariusz Rachwalik     | Częstochowa  | 10  | (2,1,2,3,2) |  |
| 6    | (9) Eugeniusz Skupień     | Rybnik       | 10  | (3,2,1,2,2) |  |
| 7    | (7) Krzysztof Nurzyński   | Rzeszów      | 8   | (w,2,3,u,3) |  |
| 8    | (12) Dariusz Kasprzak     | Leszno       | 8   | (1,0,1,3,3) |  |
| 9    | (10) Zbigniew Krakowski   | Leszno       | 8   | (2,0,1,2,3) |  |
| 10   | (14) Dariusz Bieda        | Częstochowa  | 6   | (2,2,0,2,0) |  |
| 11   | (6) Grzegorz Kuźniar      | Rzeszów      | 6   | (1,1,2,d,2) |  |
| 12   | (16) Dariusz Fliegert     | Rybnik       | 5   | (1,3,1,0,0) |  |
| 13   | (3) Marek Molka           | Zielona Góra | 5   | (1,0,2,1,1) |  |
| 14   | (13) Janusz Sikoń         | Rybnik       | 4   | (3,1,d,0,0) |  |
| 15   | (1) Andrzej Puczyński     | Częstochowa  | 2   | (0,0,0,1,1) |  |
| 16   | (15) Tomasz Gałeczka      | Rybnik       | 2   | (0,1,0,1,0) |  |

Bieg po biegu
1. [76,09] Błażejczak, Rachwalik, Molka, Puczyński
2. [78,08] Dołomisiewicz, Brucheiser, Kuźniar, Nurzyński
3. [78,99] Skupień, Krakowski, Kasprzak, Drabik
4. [78,09] Sikoń, Bieda, Fliegert, Gałeczka
5. [76,31] Dołomisiewicz, Skupień, Gałeczka, Puczyński
6. [76,00] Błażejczak, Bieda, Kuźniar, Krakowski
7. [74,97] Drabik, Nurzyński, Gałeczka, Molka
8. [76,10] Fliegert, Brucheiser, Rachwalik, Kasprzak
9. [76,84] Drabik, Kuźniar, Fliegert, Puczyński
10. [77,22] Dołomisiewicz, Błażejczak, Kasprzak, Gałeczka
11. [79,09] Brucheiser, Molka, Skupień, Bieda
12. [77,06] Nurzyński, Rachwalik, Krakowski, Sikoń
13. [75,78] Kasprzak, Bieda, Puczyński, Nurzyński
14. [76,63] Drabik, Brucheiser, Błażejczak, Sikoń
15. [77,65] Dołomisiewicz, Krakowski, Molka, Fliegert
16. [77,00] Rachwalik, Skupień, Gałeczka, Kuźniar
17. [78,12] Krakowski, Brucheiser, Puczyński, Gałeczka
18. [76,97] Nurzyński, Skupień, Błażejczak, Fliegert
19. [76,28] Kasprzak, Kuźniar, Molka, Sikoń
20. [76,72] Drabik, Rachwalik, Dołomisiewicz, Bieda

Po zawodach rozegrano bieg dodatkowy o Puchar Prezydenta Częstochowy: Dołomisiewicz, Błażejczak, Drabik, Brucheiser.